# Cessna Citation V
O Cessna Citation V é uma aeronave executiva bimotor de médio porte, com motorização turbofan e com capacidade para transportar confortavelmente sete ou oito passageiros em viagens interestaduais e internacionais, desenvolvida e fabricada nos Estados Unidos pela Cessna Aircraft Company a partir da década de 1980, que utilizou como base outro projeto semelhante de jato executivo de grande sucesso chamado Citation II.
A Cessna Aircraft Company é a maior fabricante de jatinhos executivos do mundo, uma propriedade da corporação americana Textron Company.
A Textron também é proprietária da fabricante norte-americana de helicópteros Bell Helicopter e da fabricante de aeronaves executivas Beechcraft Corporation.

## Design e desenvolvimento
A rigor, o Cessna Citation V (conhecido também como Citation 560) é uma aeronave derivada, melhorada e mais confortável, do Cessna Citation II, com motores Pratt & Whitney JT15D mais potentes,  asas maiores e fuselagem alongada em cerca de 50 cm, que podia (e ainda pode, caso o potencial comprador opte pelo mercado de aeronaves usadas e solicite uma reforma e atualização da aeronave em oficinas certificadas pelo fabricante) ser configurada com sete ou oito assentos para passageiros, pequeno toalete básico com pia para lavar as mãos, pequeno guarda-roupas para algumas peças de roupas e calçados e galley para refeições rápidas e bebidas.
Essa combinação de características do Citation V resultou em um sucesso de vendas. Em menos de 10 anos, mais de 260 unidades do Citation V foram fabricadas, e atualmente muitas unidades do modelo Citation V ainda estão voado, transportando passageiros em viagens interestaduais e internacionais.

## As famílias
Os aviões com a marca Citation estão divididos em duas linhagens de projetos que, ao longo de suas trajetórias foram mantidos quase totalmente distintos e com propostas diferentes, a linhagem mais econômica, com asas retas, batizada pelo fabricante Cessna de Série 500 e a linhagem mais sofisticada, projetada para viagens intercontinentais, batizadas pelo fabricante de Série 650 e Série 750, a maior parte deles com asas enflechadas.
A linhagem da Série 500 foi iniciada na década de 1970 com os aviões da primeira geração, o Citation I e o Citation II, para viagens interestaduais e internacionais.

## Mercado
A pedido de clientes, a partir da década de 1980 a Cessna passou a fabricar o Cessna Citation V, com fuselagem alongada para transportar sete ou oito passageiros. Na prática é a mesma capacidade de transportar passageiros do Citation II, porém com 50 centímetros a mais de espaço para as pernas dos passageiros, uma galley mais completa e um toalete mais espaçoso.
Na década de 1990, a Cessna deu continuidade ao programa de desenvolvimento de sua linha de aeronaves, com o lançamento do Citation Ultra, que é uma versão melhorada do Citation V. São aeronaves semelhantes no design externo, porém o Citation Ultra tem motorização JT15D mais potente e um conjunto de aviônicos modernizado com a adoção das primeiras versões para a aviação executiva do sistema EFIS (Electronic Flight Instrument System), considerado um avanço para a época, mas ainda com a interface do sistema de navegação disponível nos antigos tubos de raios catódicos, o que atualmente não existe em aeronaves modernas.
Os principais concorrentes do Cessna Citation V e do seu irmão mais novo Citation Ultra são o Learjet 35, o Mitsubishi Diamond, os modernos e confortáveis Learjet 45 e Learjet 40, e o competitivo e moderno Phenom 300 da Embraer.
A Beechcraft já fabricou o Beechjet 400A, o Hawker 400XP e o moderníssimo Premier I, com fuselagem e asas fabricados quase inteiramente em material composto. Atualmente, a Beechcraft está envolvida no programa XPR de modernização e atualização dos modelos Beechjet 400A e Hawker 400XP, que podem ser solicitados pelo atuais proprietários desses modelos de aeronaves.
O Citation V, o Learjet 35, o Citation Ultra, o Learjet 45, o Citation Bravo, o Mitsubishi Diamond, o Premier I, o Learjet 40, o Beechjet 400A e o Hawker 400XP não são mais fabricados, só é possível encontrá-los no mercado de aeronaves usadas.

## Ficha técnica
Citation Ultra
- Capacidade: 7 ou 8 passageiros;
- Tripulação: 1 piloto e 1 co-piloto;
- Motorização (potência): 2 X Pratt & Whitney JT15D (3.045 libras / cada);
- Comprimento: Aprox. 15 metros;
- Envergadura: Aprox. 16 metros;
- Altura: Aprox. 4,6 metros;
- Peso máximo decolagem: Aprox. 7.394 kg;
- Velocidade de cruzeiro: Aprox. 780 km / h;
- Teto de serviço: Aprox. 13.700 metros;
- Consumo médio (QAV): Aprox. 870 litros / hora (lotado / 75% potência);
- Consumo médio (QAV): Aprox. 0,14 litro / passageiro / km voado;
- Alcance: Aprox. 2.350 quilômetros (lotado / 75% potência / com reservas);
- Pista pouso: Aprox. 1.650 metros (lotado / dias quentes / tanques cheios);
- Preço: Aprox. US$ 1,8 milhão (usado / bom estado de conservação);